# Pistolet maszynowy MP5
HK MP5 – niemiecki pistolet maszynowy produkowany przez firmę Heckler und Koch GmbH z Oberndorf am Neckar.

## Historia konstrukcji
Pistolet maszynowy MP5 jest produkowany przez niemiecką firmę Heckler und Koch od 1966 roku i jest dostosowany do naboju pistoletowego 9 × 19 mm Parabellum.
Automatyka pistoletu maszynowego działa na zasadzie odrzutu zamka półswobodnego, zawierającego dwie symetryczne rolki hamujące. Mechanizm spustowy umożliwia strzelanie ogniem pojedynczym i ciągłym, a przełącznik rodzaju ognia jest jednocześnie bezpiecznikiem. Na zamówienie broń może być wyposażona w ogranicznik długości serii (3, 4 lub 5 strzałów w serii). Lufa jest zakończona występami systemu tri lug, umożliwiającymi montaż tłumika płomienia lub tłumika huku. Zasilanie z magazynka pudełkowego lub łukowego (magazynek ten wprowadzono w 1976 roku) o pojemności 10, 15 bądź 30 nabojów. Celownik bębnowy (obrotowy) ze szczerbinką i nastawami na 25 i 100 m.
Ponadto w wyposażeniu specjalnym znajdują się: celownik optyczny o 4-krotnym powiększeniu, nastawach na 15, 25, 50, 75 i 100 m z możliwością wprowadzenia poprawek na wiatr boczny, pasywny celownik noktowizyjny, halogenowe urządzenie celownicze.
Większość elementów wykonana jest metodą tłoczenia i może być wymieniana na identyczne elementy karabinu G3.
Pistolet maszynowy MP5 wszedł w 1966 roku na wyposażenie niemieckiej policji federalnej i granicznej oraz niektórych oddziałów wojskowych Niemiec i innych krajów. W następnych latach stał się jednym z najpopularniejszych typów pistoletów maszynowych.

## MP5 w Polsce
Pistolety maszynowe są obecnie powszechne w większości grup specjalnych w Polsce. Pierwszym użytkownikiem MP5 była JW 2305, która do dziś używa różnych modeli tej broni, m.in.: MP5A3 z oświetleniem taktycznym, MP5SD6, MP5K. Następnie pistolety MP5 (początkowo wersja na licencji tureckiej) trafiły do policyjnych antyterrorystów. Tuż przed wydarzeniami w Magdalence zaczęto kupować MP5 produkcji niemieckiej dla centralnej jednostki AT Policji, po tragicznych wydarzeniach w Magdalence zintensyfikowano ten proces kupując pistolety w najnowszej serii F. W policyjnym arsenale znajdują się głównie pistolety w wersji MP5A3 z oświetleniem taktycznym (zarówno niemieckie jak i licencyjne), oraz śladowa ilość MP5K PDW (m.in. w SPAP Katowice), MP5K (BOA KGP) i MP5SD6 (BOA). Pistolety MP5 trafiły również na wyposażenie Wydziału Realizacyjnego Komendy Stołecznej Policji i WS CBŚP. W SZ RP broń użytkuje także JW 4026, która używa wersji MP5-N, ŻW a głównie Oddział Specjalny Żandarmerii Wojskowej w Warszawie używający modeli MP5A3 i MP5K PDW z kolbami i łożami na latarkę szwajcarskiej firmy Brugger & Thomet. Śladowe ilości tego pm zostały w latach 90 XX w. kupione dla JW 4101, która obecnie ponownie przyjęła ten pm na stan. Wydział V DPK ABW ma w swoim arsenale MP5 w wersji A5, K, SD6. SKW i SWW dysponują tą bronią. Niewiadome jest czy 25 BKP nadal ma tę broń na stanie. Broń H&K w różnych wersjach użytkują funkcjonariusze pododdziałów specjalnych Straży Granicznej. Biuro Ochrony Rządu także użytkuje pm z Badenii-Wirtembergii. Użytkownikiem szwajcarskiej wersji MP5A5 są Grupy i Wydział Realizacyjny Departamentu Kontroli Skarbowej Ministerstwa Finansów.

## Magazynki – rodzaje, oznaczenia
Pistolety maszynowe HK MP5 były początkowo wyposażone w proste magazynki pudełkowe o pojemności 15 lub 30 nabojów. Magazynki te czasem występowały z oznaczeniem SD, co wskazywało na ich przeznaczenie do użytkowania z pistoletami HK MP5 SD. Magazynki te wyróżniał polimerowy podajnik, który miał podobno zapewnić cichszą pracę magazynka względem podajnika stalowego stosowanego w standardowych magazynkach.
Na przełomie lat 70 i 80 XX wieku rozpoczął się proces wycofywanie z produkcji magazynków prostych i zastępowania ich magazynkami zakrzywionymi, które lepiej współpracowały z geometrią naboju 9 × 19 parabellum. Zmiana ta zapobiegła w szczególności zacięciom wywołanymi ładowaniem amunicji z pociskami typu flat-nose, lub JHP do magazynków prostych.
Przed rokiem 1980 również podajniki w standardowych magazynkach były wykonywane z czarnego polimeru, później zastąpiono je podajnikami stalowymi. Zdarzały się przypadki późniejszego wykorzystywanie starszych polimerowych podajników w magazynkach wyprodukowanych po tej dacie.
Zarówno magazynki proste jak i późniejsze, zakrzywione były początkowo oznaczane datą produkcji w systemie miesiąc/rok, przykładowo magazynek wyprodukowany w listopadzie 1974 roku byłby oznaczony 11/74. Około roku 1980 zmieniono oznaczenia dat produkcji na takie zawierające wyłącznie rok produkcji przy pomocy kodu literowego, zgodnie z poniższym schematem:
A B C D E F G H I J
0 1 2 3 4 5 6 7 8 9
Oznacza to, że magazynek wyprodukowany w 1990 roku nosi oznaczenia JA.
Obecnie produkowane magazynki noszą wyłącznie oznaczenie kalibru (9 × 19 mm) oraz napis „Made in Germany”. Nie występują już żadne oznaczenia daty produkcji magazynka.

### Wersje

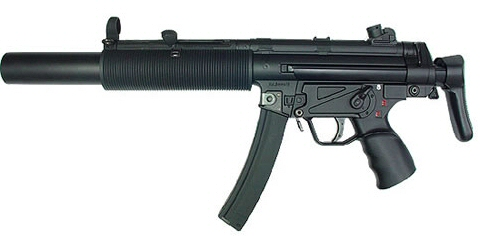
MP5SD

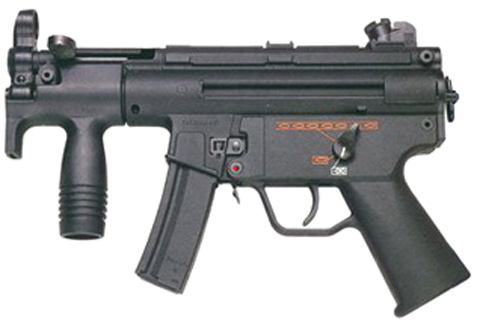
MP5K

- MP5A1 (HK54, MP64) – tzw. „Project 64”, pierwsza wersja MP5, znacznie różniąca się wyglądem wersja z prostymi przyrządami celowniczymi, z chwytem dla strzelców praworęcznych
- MP5A2 – wersja podstawowa z kolbą stałą i chwytem dla strzelców praworęcznych
- MP5A3 – wersja podstawowa z kolbą metalową wysuwaną i chwytem dla strzelców praworęcznych
- MP5A4 – wersja z kolbą stałą i chwytem dla strzelców prawo jak i leworęcznych
- MP5A5 – wersja z kolbą wysuwaną i chwytem dla strzelców prawo jak i leworęcznych (Navy Type)

(Każde MP5 z serii „A” występuje także pod postacią TLF (Tactical Light Forearm) wersja z latarką w przednim chwycie)
- MP5SD1 – wersja wyciszona bez kolby z chwytem dla strzelców praworęcznych
- MP5SD2 – wersja wyciszona z kolbą stałą i chwytem dla strzelców praworęcznych
- MP5SD3 – wersja wyciszona z kolbą metalową wysuwaną i chwytem dla strzelców praworęcznych
- MP5SD4 – wersja wyciszona bez kolby z chwytem dla strzelców prawo jak i leworęcznych
- MP5SD5 – wersja wyciszona z kolbą stałą i chwytem dla strzelców prawo jak i leworęcznych
- MP5SD6 – wersja wyciszona z kolbą metalową wysuwaną i chwytem dla strzelców prawo jak i leworęcznych
- MP5 10 (MP5 10mm) – MP5 przystosowany do amunicji kalibru 10 mm, występujące z kolbą stałą i wysuwaną
- MP5.40 (MP5 .40S&W) – MP5 przystosowane do amunicji .40 S&W, występujące z kolbą stałą i wysuwaną
- MP5K (MP5 Kurz) – wersja skrócona o co najmniej połowę
- MP5KA1 – wersja skrócona z uproszczonymi, bardzo niskimi przyrządami celowniczymi
- MP5K-PDW (MP5K Personal Defence Weapon) – wariant wersji skróconej wyposażony w składaną na bok kolbę i lufę z montażem typu tri-lug.
- SP5 – wersja samopowtarzalna – na rynek cywilny w USA pozbawiona kolby, na europejskim rynku cywilnym wyposażona w kolbę stałą A2.

## Dane taktyczno – techniczne pistoletu maszynowego MP5
| Wzór                                    | MP5A2¹/A4²        | MP5A3¹/A5²        | MP5K¹/KA4²        | MP5KA1¹/KA5²      | MP 5SD1¹/SD4²     | MP 5SD2¹/SD5²     | MP 5SD3¹/SD6²     |
| Nabój                                   | 9 × 19 Parabellum | 9 × 19 Parabellum | 9 × 19 Parabellum | 9 × 19 Parabellum | 9 × 19 Parabellum | 9 × 19 Parabellum | 9 × 19 Parabellum |
| Masa broni bez magazynka (kg)           | 2,54              | 2,88              | 2,0               | 2,0               | 2,80              | 3,10              | 3,40              |
| Długość broni z kolbą stałą (mm)        | 680               | –                 | –                 | –                 | –                 | 780               | –                 |
| Długość broni z kolbą złożoną (mm)      | –                 | 490               | –                 | –                 | –                 | –                 | 610               |
| Długość broni z kolbą rozłożoną (mm)    | –                 | 680               | –                 | –                 | –                 | –                 | 780               |
| Długość broni bez kolby (mm)            | –                 | –                 | 325               | 325               | 550               | –                 | –                 |
| Długość lufy (mm)                       | 225               | 225               | 115               | 115               | 146               | 146               | 146               |
| Szerokość broni (mm)                    | 50                | 50                | 60                | 50                | 60                | 60                | 60                |
| Wysokość broni (mm)                     | 210               | 210               | 210               | 210               | 210               | 210               | 210               |
| Długość linii celowniczej (mm)          | 340               | 340               | 260               | 190               | 340               | 340               | 340               |
| Szybkostrzelność teoretyczna (strz/min) | 800               | 800               | 900               | 900               | 800               | 800               | 800               |
| Prędkość początkowa pocisku (m/s)       | 400               | 400               | 375               | 375               | 285               | 285               | 285               |
| Energia początkowa pocisku (J)          | 650               | 650               | 570               | 570               | 380               | 380               | 380               |
| Zasięg efektywny (m)                    | 200               | 200               | ?                 | ?                 | ?                 | ?                 | ?                 |

¹Wersja bez ogranicznika długości serii.
²Wersja z ogranicznikiem długości serii

## Pistolet Maszynowy MP5 w kulturze
Czarny MP5 jest głównym symbolem RAF – skrajnie lewicowej organizacji partyzantki miejskiej działającej na terenie RFN wykorzystującej w swoich działaniach terroryzm.
Pistolet maszynowy jest również główna bronią, wykorzystywaną przez antagonistów w serialu squidgame nadawanym przez netflix.